# Thomas Lindell
Thomas Lindell, född 6 september 1952 i Överluleå församling i Norrbottens län, död 11 november 2024 i Överluleå distrikt i Norrbottens län, var en svensk militär.

## Biografi
Lindell avlade officersexamen vid Krigsskolan 1975 och utnämndes samma år till officer i armén, varefter han befordrades till major 1983 och till överstelöjtnant 1992. I mitten av 1990-talet tjänstgjorde han vid Bodens artilleriregemente, varefter han utnämndes till överstelöjtnant med särskild tjänsteställning 1996 och var stabschef vid staben i Norrbottens försvarsområde 1997–2000. Han var chef för Genomförandeavdelningen vid staben i Norra militärdistriktet 2000–2005, chef för svenska insatsen i Afghanistan under 2005[källa behövs] och ställföreträdande chef för Artilleriregementet från 2006 (fortfarande 2012), tillika tillförordnad chef för regementet 2007–2008.